# Arzouiyeh
Arzouiyeh (en persan : ارزوئیه / Arzu'iye) est une ville d'Iran, chef-lieu de la préfecture d'Arzouiyeh dans la province de Kerman.
Elle est située à 270 km au sud-ouest de Kerman, la capitale provinciale, et à 220 km au nord de Bandar Abbas, la capitale de la province de Hormozgan.
En 2006, sa population s'élevait à 5 668 habitants.